# Bactris schultesii
Bactris schultesii là loài thực vật có hoa thuộc họ Arecaceae. Loài này được (L.H.Bailey) Glassman mô tả khoa học đầu tiên năm 1963.